# Елена Великобританская
Еле́на Великобрита́нская (англ. Helena of the United Kingdom), также Еле́на Са́ксен-Ко́бург-Го́тская (англ. Helena of Saxe-Coburg and Gotha), также Елена Августа Виктория (25 мая 1846, Лондон — 9 июня 1923, там же) — третья дочь британской королевы Виктории и её супруга Альберта Саксен-Кобург-Готского; в замужестве — принцесса Шлезвиг-Гольштейнская.
Елена была воспитана частными наставниками, выбранными её отцом и его близким другом и советником бароном Стокмаром. Своё детство она провела с родителями, путешествуя по многочисленным королевским резиденциям Великобритании. Тёплая семейная атмосфера королевского двора исчезла в 1861 году со смертью её отца принца Альберта, когда королева Виктория начала период интенсивного траура. В начале 1860-х годов у принцессы завязались романтические отношения с Карлом Руландом, немецким библиотекарем принца Альберта. После того, как королева узнала об этих отношениях, в 1863 году она отказала Руланду в месте, и Руланд вернулся на родину в Германию. Три года спустя Елена вышла замуж за обедневшего немецкого принца Кристиана Шлезвиг-Гольштейнского. Пара осталась жить в Великобритании, и Елена вместе со своей младшей сестрой Беатрисой стала неофициальным секретарём королевы. Однако после смерти матери в 1901 году Елена мало виделась с братьями и сёстрами.
Елена была наиболее активным членом королевской семьи, исполняя обширные королевские обязательства. Она была активным патроном благотворительных учреждений и одним из членов-учредителей награды «Королевского Красного креста», основала Королевскую школу рукоделия, а также была президентом Королевской ассоциации британских медсестёр.
Елена стала первым членом королевской семьи, отпраздновавшим золотую свадьбу, однако, её муж умер всего год спустя. Елена пережила его на шесть лет и умерла в июне 1923 года в возрасте 77 лет.

## Биография

### Ранние годы

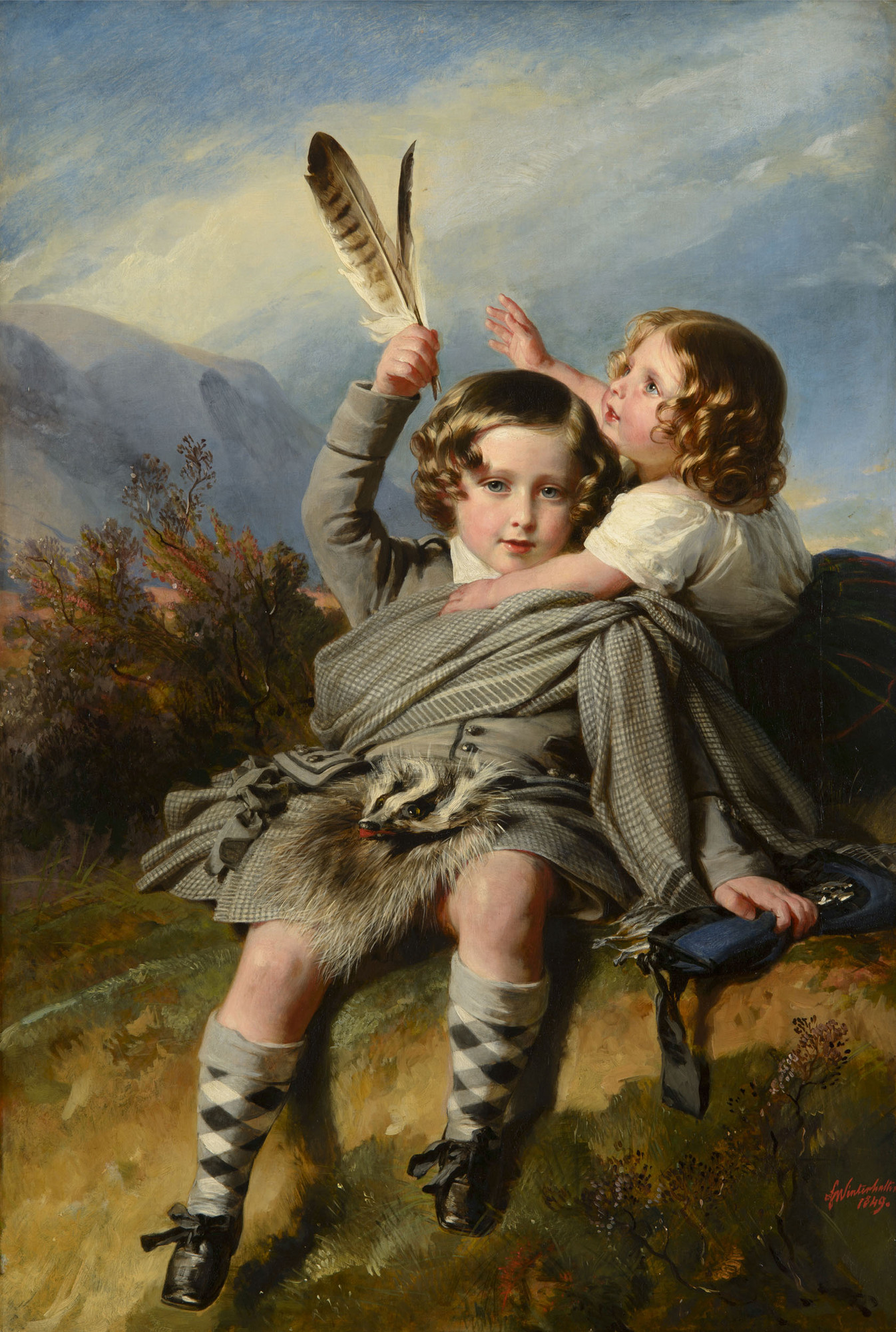
Елена с братом Альфредом, который считал её своей любимой сестрой.
Франц Ксавер Винтерхальтер, 1849 год

Елена родилась 25 мая 1846 года в Букингемском дворце в Лондоне в семье британской королевы Виктории и её супруга принца Альберта; Елена стала третьей дочерью и пятым ребёнком из девяти детей королевской четы. Девочка родилась на следующий день после двадцатисемилетия королевы. Принц Альберт сообщил своему брату Эрнсту II, герцогу Саксен-Кобург-Готскому, что Елена «пришла в этот мир совсем синей, но сейчас она в порядке»; он добавил, что королева «мучилась дольше и сильнее, чем в прошлые разы, и ей придётся оставаться в покое, чтобы восстановиться». Девочка была крещена под руководством архиепископа Кентерберийского Уильяма Хоули в частной часовне Букингемского дворца 25 июля 1846 года; восприемниками при крещении стали великий герцог Мекленбург-Стрелицкий (супруг Августы Каролины Кембриджской — внучки короля Георга III), герцогиня Орлеанская (которую на церемонии представляла мать королевы вдовствующая герцогиня Кентская) и герцогиня Кембриджская. Девочку назвали «Еленой» в честь крёстной герцогини Орлеанской, «Августой» в честь герцогини Кембриджской и «Викторией» в честь вдовствующей герцогини Кентской. В семье принцесса была известна под уменьшительно-ласкательным прозвищем «Ленхен», образованным от другого прозвища принцессы — немецкого «Хеленхен».
Елена была живым, прямым ребёнком; так, она могла отреагировать на поддразнивания брата, ударив его в нос. У неё проявилась склонность к рисованию, и леди Огаста Стэнли, фрейлина королевы Виктории, положительно отзывалась о картинах трёхлетней Елены. Как и её сёстры, девочка превосходно играла на фортепиано с раннего детства; кроме того, она интересовалась наукой и технологиями — эти же увлечения разделял её отец принц Альберт. Также её любимыми детскими занятиями были верховая езда и катание на лодке. Как и её сёстры, Елена получала образование по программе, разработанной для неё отцом и его близким другом бароном Стокмаром: девочка обучалась практическим навыкам, таким как поддержание домашнего хозяйства и приготовление пищи, а также языкам. Виктория и Альберт выступали за монархию, основанную на семейных ценностях, поэтому у Елены и её братьев и сестёр повседневный гардероб состоял из одежды для среднего класса, а спали дети в скудно обставленных, мало отапливаемых спальнях. Несмотря на схожее образование и воспитание, со временем таланты принцессы стали затмеваться её более артистичными сёстрами.

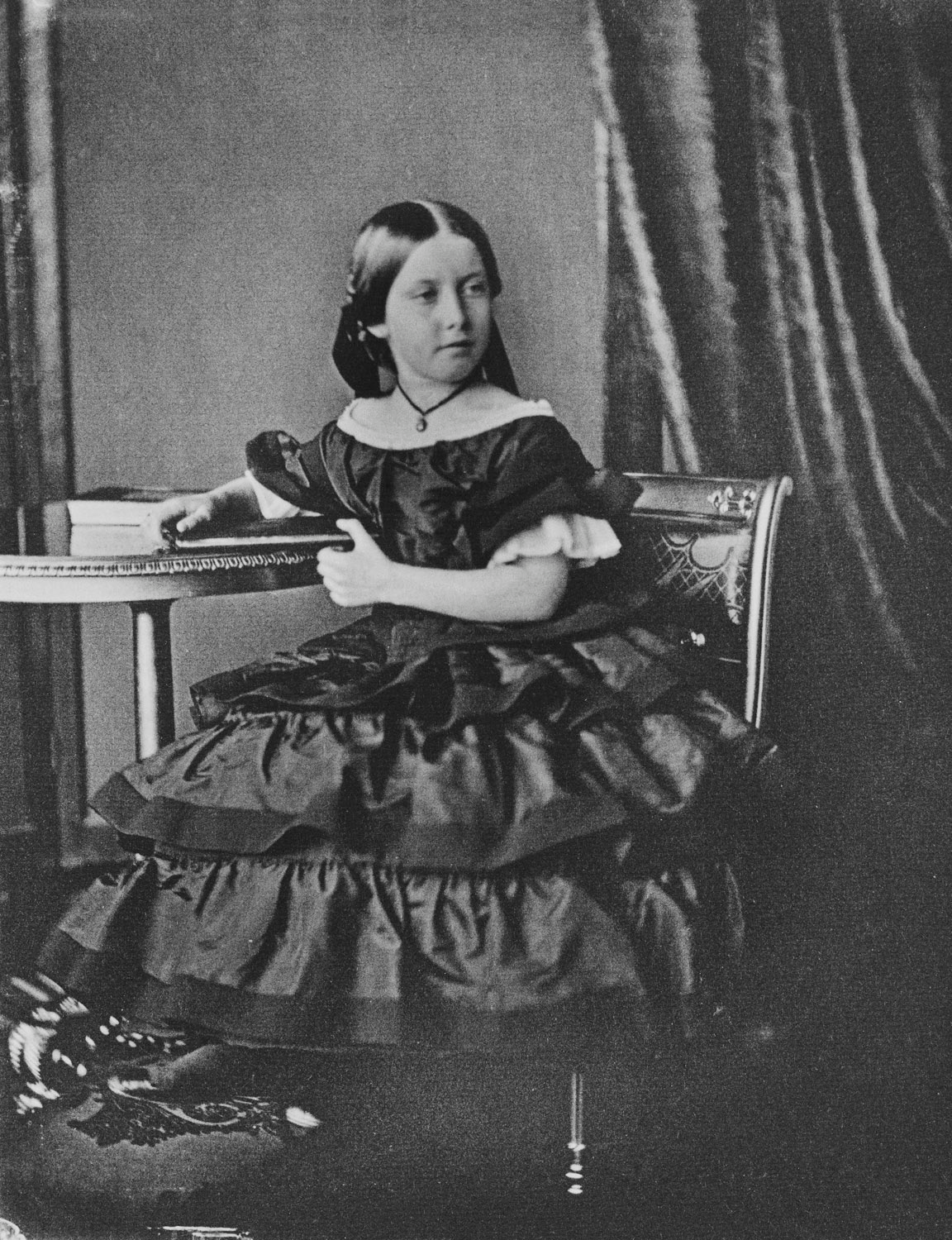
Елена в декабре 1856 года

Атмосфера семейного счастья, в которой воспитывалась Елена, исчезла в 1861 году. 16 марта в Фрогмор-хаус умерла мать королевы — Виктория, вдовствующая герцогиня Кентская. Королева была сломлена горем, однако в декабре семью ожидал новый удар: 14 декабря в Виндзорском замке умер принц Альберт. Двор погрузился в траур, а вся королевская семья по приказу Виктории отбыла в резиденцию Осборн-хаус. Елена также была глубоко опечалена смертью отца; в январе она писала одному из друзей: «то, что мы потеряли ничто и никогда не сможет заменить, и наше горе — самое-самое горькое… я обожала папу, я любил его больше всего на земле, его слово было самым священным законом, и он был мне помощником и советником… часы рядом с ним были самыми счастливыми в моей жизни, и теперь это всё закончилось».
После смерти мужа королева на долгое время удалилась от общественной жизни. Её неофициальным секретарём и представителем на публичных мероприятиях в течение следующих шести месяцев стала её вторая дочь Алиса (самая старшая дочь, Виктория, уже была замужем и проживала в Германии). Однако Алиса сама нуждалась в помощи; Елена, следующая по старшинству дочь королевы, должна была стать помощницей Алисы, но Виктория посчитала её ненадёжной, поскольку принцесса не способна была надолго удержаться от слёз. В конце концов, помощницей Алисы в государственных делах стала её сестра Луиза. Алиса вышла замуж за гессенского принца в 1862 году, после чего Елена взяла на себя роль «костыля при стареющей матери». В этой роли она выполняла мелкие поручения, такие как написание писем королевы, помогала матери с политической корреспонденцией и просто составляла ей компанию.

### Споры о браке

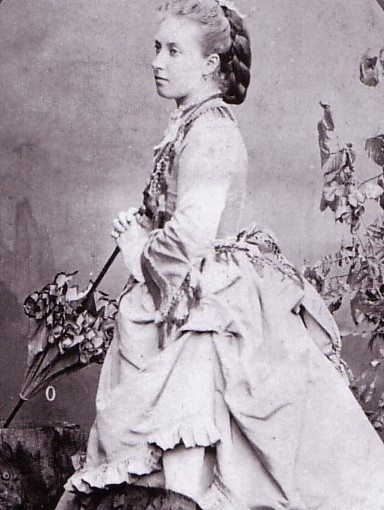
Елена приблизительно в 1860 году

В начале 1860 годов Елена начала флиртовать с бывшим библиотекарем своего отца Карлом Руландом, который был назначен к королевскому двору по рекомендации барона Стокмара в 1859 году. Ему доверяли настолько, чтобы позволить учить немецкому брата Елены — молодого принца Уэльского; королева описывала Руланда как человека «полезного и способного». Однако когда в 1863 году королева обнаружила, что Елена испытывает романтические чувства к королевскому слуге, он потерял расположение Виктории и был немедленно выслан обратно в Германию.
Случившееся с Руландом заставило королеву задуматься о поисках жениха для дочери. Поскольку Елена была средним ребёнком, вероятность заключения брака с представителем одного из крупных европейских домов была очень мала. Внешний вид девушки также вызывал беспокойство: один из биографов принцессы описывал её в возрасте пятнадцати лет как особу толстую, неряшливую, имевшую двойной подбородок. Кроме того, Виктория настаивала на том, что после свадьбы Елена должна будет остаться рядом с королевой, с чем должен был смириться будущий супруг. В конце концов, выбор королевы пал на принца Кристиана Шлезвиг-Гольштейнского, который был старше Елены на пятнадцать лет и приходился принцессе троюродных братом (их общим предком был Фредерик, принц Уэльский); однако этот брак был политически невыгодным и вызвал серьёзные споры в королевской семье.
Шлезвиг и Гольштейн в те времена были двумя территориями, за которые боролись Пруссия и Дания во время Датско-прусской и Австро-прусско-датской войн. В ходе второй войны Пруссия и Австрия разбили Данию, а герцогства по решению Австрии были переданы Августенбургскому дому — семье принца Кристиана. Однако после Австро-прусской войны, в ходе которой Пруссия оккупировала герцогства, они стали прусскими, при этом на титул герцога Шлезвиг-Гольштейнского по-прежнему претендовали Августенбурги.

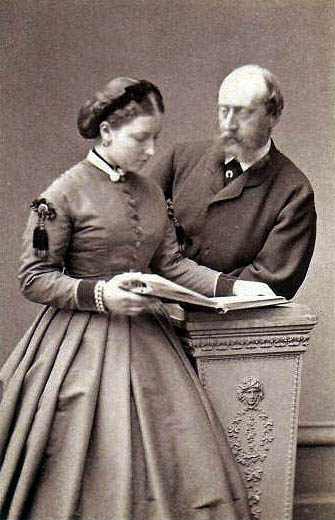
Елена и Кристиан вскоре после обручения

В то же время Дания также считала оба герцогства своими, временно утраченными территориями. Вероятность брака Елены с Шлезвиг-Гольштейнским принцем привела в ужас дочь датского короля Кристиана IX Александру, которая была замужем за братом Елены принцем Уэльским и, узнав о предстоящей помолвке, воскликнула: «Герцогства принадлежат Папа́». Александра нашла поддержку у мужа, его брата Альфреда и их сестры Алисы, которая открыто обвинила мать в том, что она готова пожертвовать счастьем дочери ради собственного удобства. Алиса также утверждала, что этот брак приведёт к снижению и без того малой популярности её сестры Виктории при прусском дворе. Однако сама принцесса Виктория горячо поддерживала этот союз, поскольку долгие годы дружила с членами семьи Кристиана. Благодаря этой дружбе в феврале 1881 года сын принцессы Виктории, будущий император Вильгельм II, женился на племяннице Кристиана Шлезвиг-Гольштейнского Августе Виктории.
Несмотря на политические противоречия и разницу в возрасте, Елена была счастлива с Кристианом и полна решимости выйти за него замуж. Как младший сын неправящего герцога Кристиан не имел никаких серьёзных обязательств и мог навсегда остаться в Великобритании, что соответствовало основному требованию королевы. Получив согласие принца на переезд, Виктория объявила о предстоящем браке. Отношения между Еленой и принцессой Уэльской оставались напряжёнными, поскольку Александра была не готова принять Кристиана, также приходившегося ей троюродным братом (их общим предком был король Дании Фредерик V), ни в качестве кузена, ни в качестве зятя. Этот брак рассорил Александру не только с Еленой: королева не смогла простить принцессе обвинения в собственничестве; она писала об Уэльсах: «Берти — самый ласковый и добрый, но это не означает, что Аликс [семейное прозвище Александры] должна быть такой же. Пройдёт много времени, если такой момент вообще наступит, прежде, чем она сможет вернуть моё доверие к ней».

### Жизнь в браке

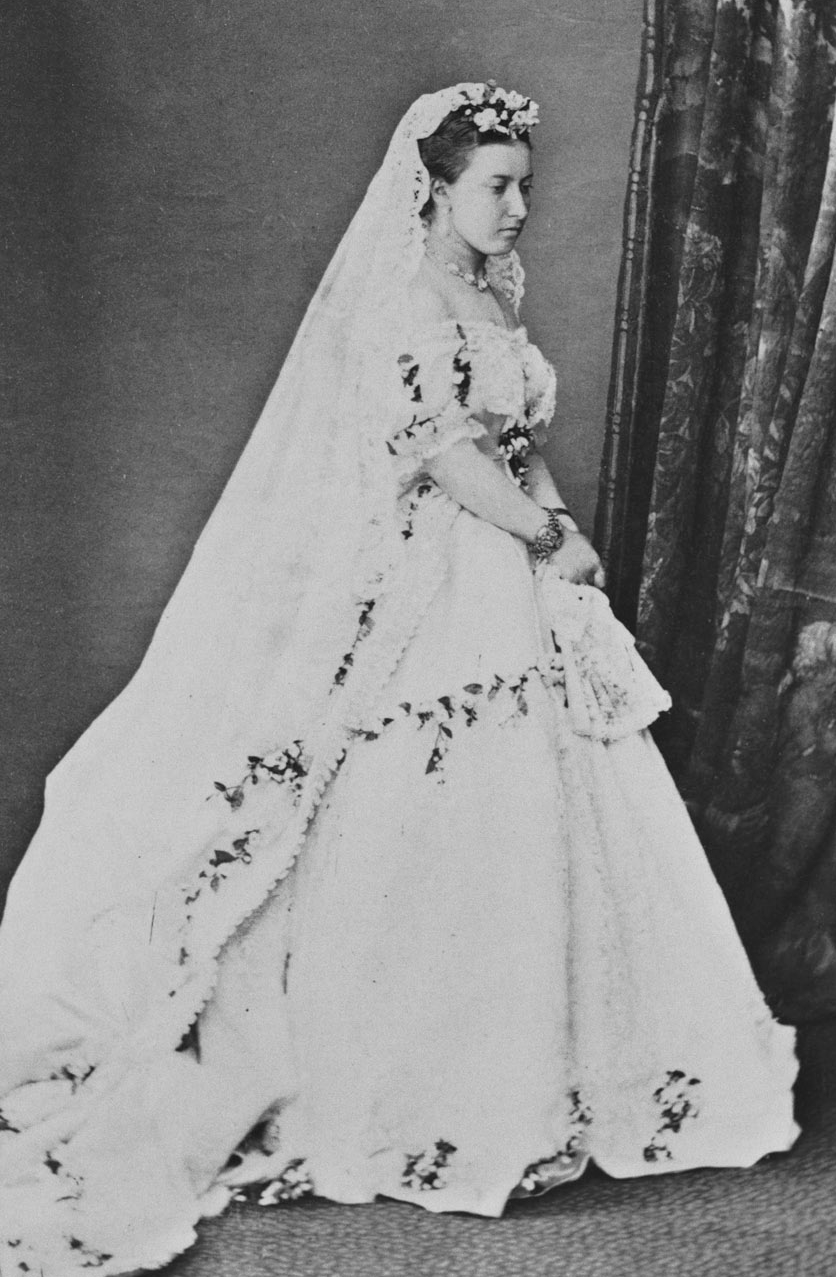
Елена в свадебном платье

О помолвке было объявлено 5 декабря 1865 года и, несмотря на первоначальный отказ принца Уэльского присутствовать на свадьбе (после вмешательства сестры Алисы он передумал), свадьба оказалась весьма радостным событием. По распоряжению королевы церемония была проведена в частной часовне Виндзорского замка, хотя традиционно для этих целей использовалась более грандиозная часовня Святого Георгия; более того, королева на время торжества облегчила своё траурное одеяние, надев к чёрному платью белую траурную шляпку, с которой на спину королевы спускались длинные кружевные ленты. Участники церемонии вступили в часовню под звуки триумфального марша Бетховена, создавая великолепное зрелище, омрачённое только исчезновением принца Георга, герцога Кембриджского, которого внезапно настиг приступ подагры. Кристиан ждал у алтаря в сопровождении Эдварда Саксен-Веймар-Эйзенахского и Фридриха Шлезвиг-Гольштейнского; Елена шла к алтарю в сопровождении матери, принца Уэльского и восьми подружек невесты — незамужних дочерей герцогов, маркизов и графов. Одета принцесса была в платье из роскошного белого атласа с большими воланами из хонитонского кружева, украшенного розами, плющом и миртом; на голове у неё красовался венок из цветов апельсина и мирта с фатой, пошитой также из хонитонского кружева. Из украшений на Елене были ожерелье, серьги и брошь с опалами и бриллиантами, подаренные королевой. Кристиан выглядел гораздо старше, чем он был на самом деле, и один из гостей заметил, что Елена будто выходит замуж за дядю в возрасте. На самом деле, когда он впервые был вызван в Великобританию, Кристиан предполагал, что овдовевшая королева рассматривает его в качестве своего нового мужа, а не жениха одной из её дочерей. Первую брачную ночь молодожёны провели в Осборн-хаусе, затем они отправились в медовый месяц, во время которого посетили Париж, Интерлакен и Геную.
Елена и Кристиан были преданы друг другу и предпочитали вести тихую семейную жизнь. Основной резиденцией пары стал особняк Камберленд-лодж в Большом Виндзорском парке — традиционная резиденция рейнджера парка; почётную должность рейнджера королева даровала Кристиану. Во время пребывания в Лондоне пара останавливалась в собственных покоях Букингемского дворца. У Елены и Кристиана родилось шестеро детей, однако последний ребёнок родился мёртвым, а младший сын умер через восемь дней после рождения. Принцесса Луиза, сестра Елены, поручила французскому скульптору Жюлю Далу создать мемориал на могиле младших детей Елены.
По личной просьбе королевы парламент предоставил Кристиану выплаты в размере шести тысяч фунтов в год. Кроме того, было выплачено приданое Елены в размере тридцати тысяч фунтов, а королева выделила паре ещё сто тысяч, которые выплачивались примерно по четыре тысячи фунтов в год. Также вместе с должностью рейнджера Виндзорского парка Кристиан получил почётную должность верховного распорядителя Виндзора, а также должность королевского комиссара во время Всемирной выставки 1851 года. Тем не менее, он часто посылал вместо себя на заседания доверенного человека, предпочитая проводить время со своей собакой Корри, кормить многочисленных голубей или отправляться на охоту.
Елена, как и обещала, жила рядом с королевой, и вместе с сестрой Беатрисой исполняла обязанности личного секретаря матери. Беатриса, к которой Виктория была более благосклонна, выполняла более важные обязанности, а Елена брала на себя более мелкие вопросы, которые не успевала решать сестра. В более поздние годы Елене помогала её незамужняя дочь Елена Виктория, которой королева диктовала свой дневник в последние месяцы жизни.
Здоровье Елены не было идеальным, и со временем она пристрастилась к опиуму и лаудануму. Однако королева не верила, что Елена была очень больна, и обвиняла её в ипохондрии, поощряемой снисходительным мужем. Королева Виктория писала старшей дочери, что Елена была склонна «баловать себя (и Кристиан тоже) и уступать во всем, что главнейшая цель её докторов и медсестёр взбудоражить её и заставить меньше думать о себе и ограничениях». Однако не все проблемы со здоровьем Елены были вызваны ипохондрией; так в 1869 году ей пришлось отменить поездку в Балморал, когда ей стало плохо на вокзале. В 1870 году она страдала от сильного ревматизма и проблем с суставами. В июле 1871 года она страдала от застоя в лёгких, и болезнь оказалась настолько серьёзной, что общество потребовало объяснений, и двор вынужден был выпустить циркуляр, в котором объявил, что болезнь принцессы вызвана «большими волнениями за членов королевской семьи». В 1873 году она отправилась на французский курорт для восстановления после болезни, а в 1880 году — в Германию, чтобы встретиться с окулистом.

### Последние годы

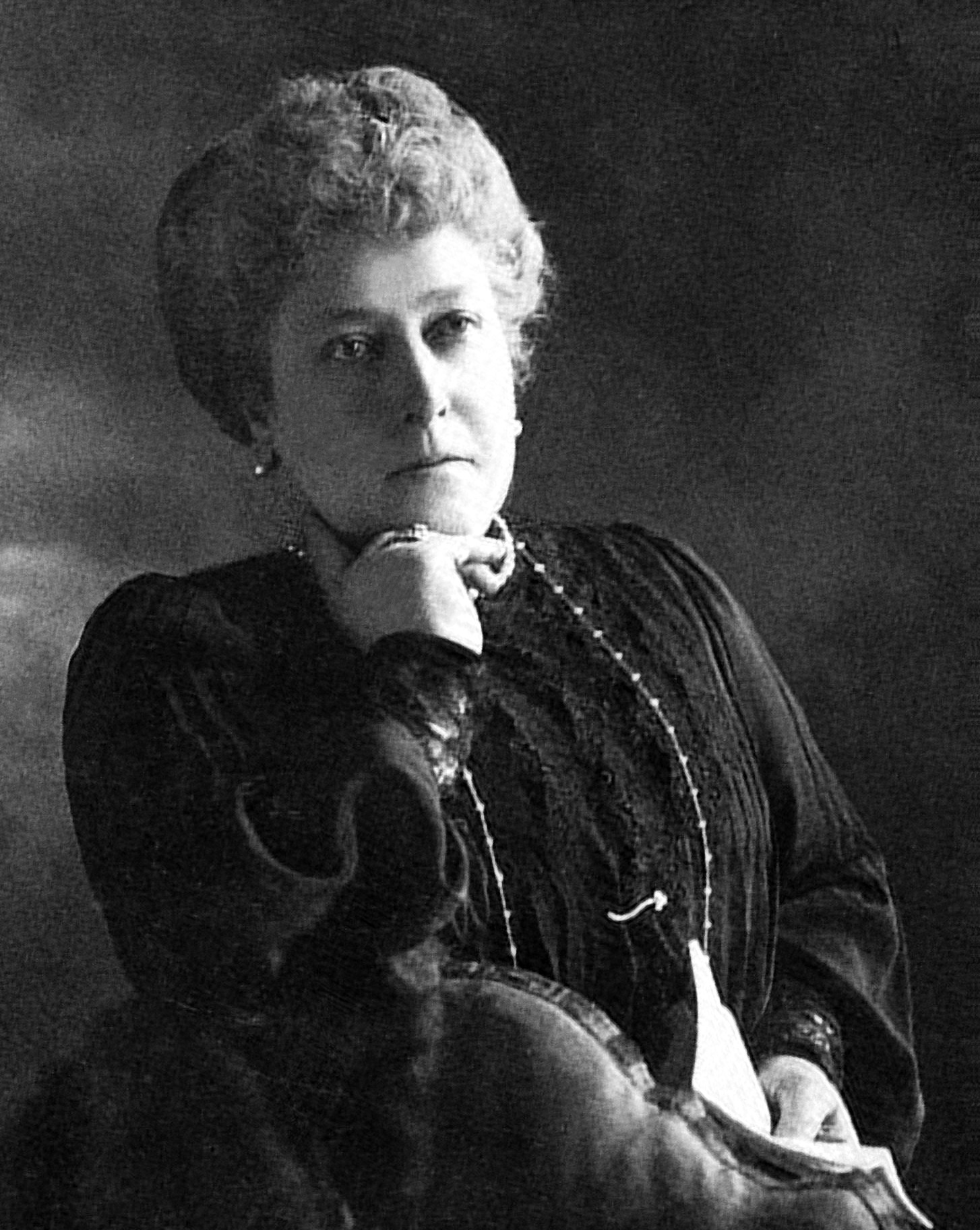
Елена примерно в 1910 году

В октябре 1900 года во время Англо-бурской войны от малярии умер любимый сын Елены Кристиан Виктор, а в январе следующего года — королева Виктория. Новым королём стал брат Елены Эдуард VII, который не был близок ни с одной из доживших до этого момента сестёр, кроме Луизы. Племянник Елены принц Александр Маунтбэттен писал, что королева Александра завидовала королевской семье и не желала приглашать сестёр мужа в Сандрингемский дворец; кроме того, Александра так до конца и не свыклась с браком Елены и Кристиана из-за споров, возникших ещё в 1860-х годах.
При новом короле Елена мало виделась с братьями и сёстрами; она продолжала быть опорой для монархии и занималась благотворительностью. Елена и Кристиан вели тихую жизнь, но всё-таки получили несколько королевских назначений. В 1906 году пара представляла британского короля на серебряной годовщине свадьбы кайзера Вильгельма II (племянника Елены) и Августы Виктории (племянницы Кристиана). В период правления брата Елена посетила могилу сына Кристиана Виктора в Претории, колония Трансвааль в Южной Африке. В Претории принцессу встретил премьер-министр Луис Бота, однако Ян Смэтс отказался встретиться с ней, поскольку с одной стороны ему было обидно, что его страна проиграла войну, а с другой — что его сын умер в Британском концлагере.
Король Эдуард умер в 1910 году, а четыре года спустя разразилась Первая мировая война. Во время войны Елена посвятила всё своё время сестринскому делу, а её дочь Мария Луиза записала в своих мемуарах, что её матери и тёткам поступали многочисленные запросы о том, есть ли какие-то новости об их близких. Было решено, что письма следует направлять племяннице Елены — шведской кронпринцессе Маргарите Коннаутской, поскольку Швеция была нейтральной страной. Во время войны в 1916 году Елена и Кристиан отметили золотой юбилей свадьбы, и, несмотря на то, что Великобритания и Германия находились по разные стороны баррикад, кайзер направил поздравительную телеграмму тётке и её супругу через шведскую кронпринцессу. Король Георг V и королева Мария присутствовали при получении телеграммы, и король сказал Марии Луизе, что её бывший муж Ариберт Ангальтский оказал ей услугу, когда развёлся с ней. Когда Мария Луиза сказала, что она бы сбежала в Великобританию, если бы всё ещё была замужем, король ответил «с огоньком в глазах», что он должен был бы интернировать её обратно.

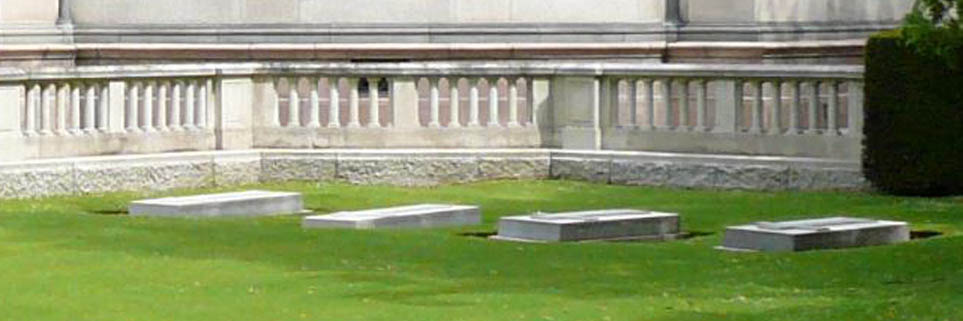
Могила Елены на территории Фрогмора на Шлезвиг-Гольштейнском участке.
Могила принцессы вторая слева

В 1917 году в ответ на волну антинемецких настроений в стране Георг V изменил фамилию династии с Саксен-Кобург-Готской на Виндзорскую (по названию основной резиденции династии). Он также распорядился отказаться всем членам королевской семьи от немецких титулов и именований; так Кристиан, Елена и их дочери стали просто принцем и принцессой Кристианом, принцессой Еленой Викторией и Марией Луизой без территориального обозначения. Единственный сын Елены, Альберт, воевал на стороне Пруссии, хотя ясно дал понять, что не будет воевать против страны своей матери. В том же году, 8 октября, в Шомберг-хаус умер принц Кристиан. Последние годы Елены прошли в спорах с королевскими комиссарами, которые пытались выселить её из Шомберга и Камберленд-лодж из-за больших трат на их содержание; Елена одержала победу, поскольку оба этих особняка были переданы ей в пожизненное пользование ещё королевой Викторией.
Елена умерла в резиденции Шомберг-хаус 9 июня 1923 года. Её похороны описывали как «великолепно исполненную сцену», которую возглавил король Георг V. Первоначально тело Елены было погребено в часовне Святого Георгия Виндзорского замка, а затем, 23 октября 1928 года, перезахоронено в королевской усыпальнице Фрогморского комплекса.

## Благотворительная деятельность

### Сестринское дело

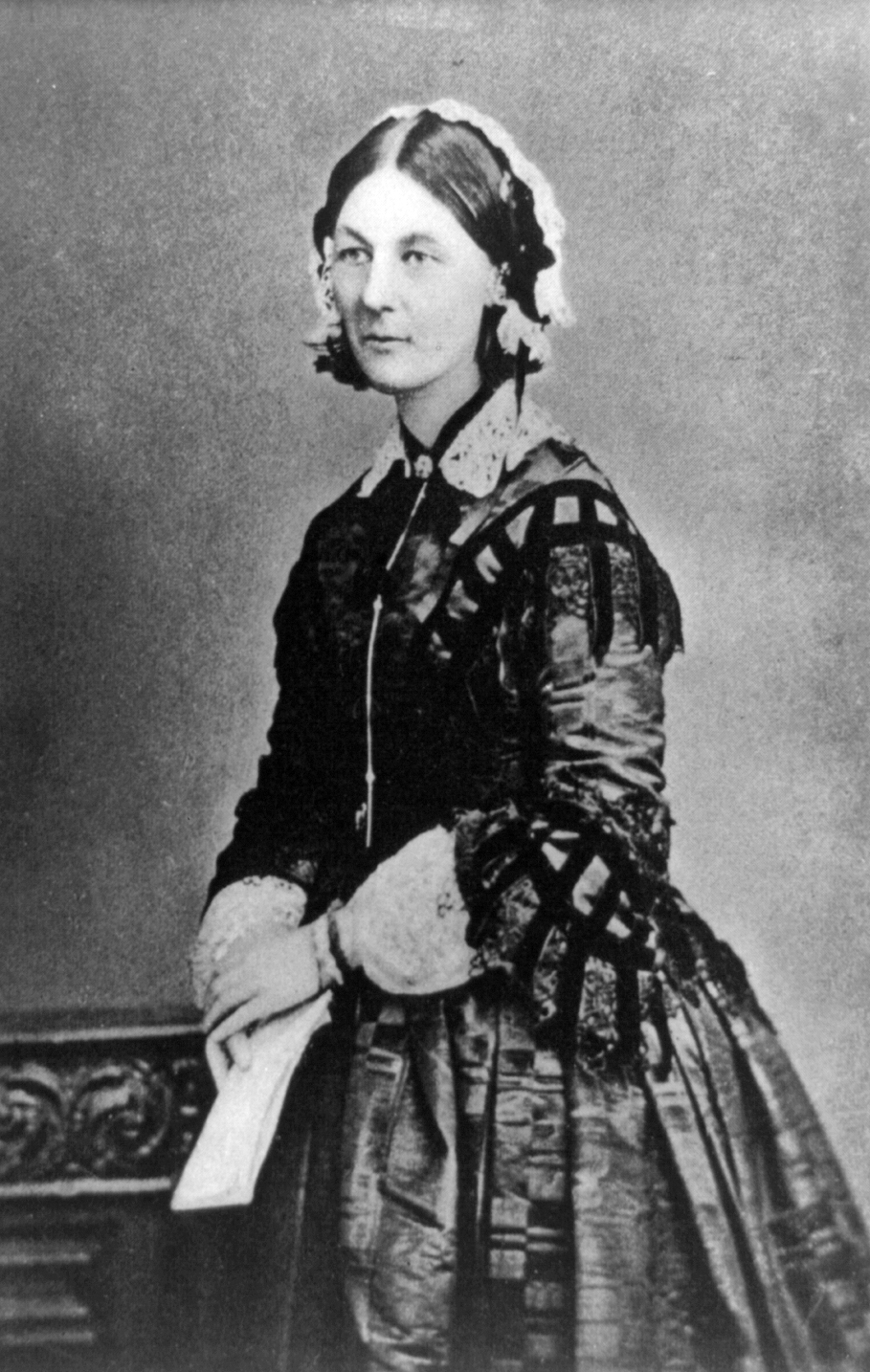
Флоренс Найтингейл, которая выступала против регистрации медсестёр, поддерживаемой Еленой

В 1880-х годах Елена заинтересовалась деятельностью медицинских сестёр. В 1887 году была создана «Ассоциация британских медицинских сестёр» (АБМС), которую возглавила Елена. Благодаря принцессе в 1891 году организация получил приставку «королевская», в 1892 году — Королевскую хартию. Елена была активной сторонницей регистрации медсестёр, против которой выступала Флоренс Найтингейл и ведущие общественные деятели. В выступлении в 1893 году Елена сказала, что АБМС работает в направлении «повышения уровня образования и статуса преданных и самоотверженных женщин, которые посвятили свою жизнь уходу за больными, страдающими и умирающими». В той же речи принцесса предупредила об оппозиции и неправильной информации, с которыми столкнулась Ассоциация. Хотя АБМС выступала в пользу регистрации медицинских сестёр в качестве средства укрепления и обеспечения их профессионального статуса, во время кооперации с Тайным советом ассоциация, в конечном итоге, согласилась на составление простого списка, а не официального реестра.
После смерти королевы Виктории в 1901 году новая королева Александра настояла на смещении Елены с поста директора другой организации — «Армейской сестринской службы». Это дало толчок дальнейшему витку противостояния принцессы и королевы, что заставило короля Эдуарда VII стать посредником между женой и сестрой. Придворная дама леди Робертс писала другу: «вопросы [возникавшие между Еленой и Александрой] были иногда очень трудными и не всегда приятными». По своему статусу Елена оказалась ниже королевы и вынуждена была согласиться на отставку с поста в пользу Александры, однако ей удалось сохранить пост председателя Армейского сестринского резерва. Во всех своих подшефных организациях Елена осуществляла автократическое, но в то же время эффективное управление; если кто-то не соглашался с ней, принцесса просто говорила «это мое желание, и этого достаточно».
АБМС постепенно пришла в упадок после принятия Акта о регистрации медсестёр в 1919 году (после шести неудачных попыток между 1904 и 1918 годами британский парламент принял законопроект, позволяющий формальную регистрацию медсестёр). В результате принятия этого акта был создан «Королевский сестринский колледж» (КСК), а АБМС потеряла свой авторитет. Елена поддержала предлагаемое объединение Ассоциации и Колледжа, однако переговоры зашли в тупик и АБМС отказалась от дальнейшего сотрудничества. Тем не менее, Елена оставалась активной в других сестринских организациях, а также была президентом организаций ордена Святого Иоанна на острове Уайт, в Виндзоре и Great Western Railway. В этой должности она лично подписывала многотысячные свидетельства о квалификации по сестринскому делу.

### Рукоделие
Елена также была активна в продвижении рукоделия и стала первым президентом вновь созданной «Школы рукодельного искусства» в 1872 году; в 1876 году школа приобрела префикс «королевская», сменив название на «Королевская школа рукоделия». По словам Елены, задачами школы были: «во-первых, возродить прекрасное искусство, которое было почти утрачено; а во-вторых, посредством этого возрождения создать рабочие места для дам, которые остались без средств к существованию». Как и в других её организациях, Елена активно работала, чтобы поддерживать школу на должном уровне. Она лично писала в Королевскую комиссию просьбы о выделении средств; так, в 1895 году Елена добилась получения средств в размере тридцати тысяч фунтов для строительства здания школы в Южном Кенсингтоне. Её королевский статус помогал в делах благотворительности; также она устраивала по четвергам послеобеденные чаепития в школе для социально активных дам, которые желали быть увиденными в обществе члена королевской семьи. Во время Рождественского базара Елена становилась главным продавцом, и к ней выстраивались огромные очереди.

### Помощь беднякам
Елена стремилась помочь детям и безработным и начала давать бесплатные обеды для них в Виндзорской ратуше. Она председательствовала на двух благотворительных обедах в феврале и марте 1886 года и организовала раздачу более 3000 бесплатных ужинов во время суровой зимы того года. Со временем, благодаря её деятельности, Елена стала популярна среди простых людей, а виндзорские бедняки буквально поклонялись ей.

## Литературная деятельность
Среди других увлечений Елены была писательская деятельность, в частности она любила делать переводы. В 1867 году, когда вышла в свет первая биография её отца принца Альберта, автор биографии сэр Чарльз Грей отметил, что письма принца были переведены с немецкого на английский принцессой Еленой «с удивительной точностью». За переводом писем отца последовали и другие работы: в 1887 году принцесса опубликовала перевод «Мемуаров Вильгельмины, маркграфини Байрейтской»; в Saturday Review отметили, что Елена перевела книгу на английский, сохранив живой язык, тон словарного перевода и дух высокой точности. Последняя работа Елены датирована 1882 годом: это был перевод немецкого буклета под названием «Первая помощь пострадавшим», первоначально опубликованный зятем Кристиана; перевод Елены переиздавался несколько раз вплоть до 1906 года.
В 1883 году в Дармштадте были опубликованы письма сестры Елены Алисы: составителем книги выступил местный священник Карл Зелл, который получил избранные письма в своё распоряжение от королевы Виктории. Когда книга вышла в свет, Елена написала Зеллу и попросила разрешения издать английский вариант книги; разрешение составителя было получено, однако сделано это было без ведома издателя — доктора Бергштрессера. В декабре 1883 года Елена написала сэру Теодору Мартину, привилегированному королевскому биографу, сообщив ему, что Бергштрессер претендует на авторские права на письма Алисы и на этом основании требует остановить публикацию английского издания. Мартин выступил в качестве посредника между Еленой и Бергштрессером, который утверждал, что получил много предложений от английских издателей, и выберет того, кто предложит больший гонорар.
Мартину удалось уговорить Бергштрессера отменить требование остановить публикацию и изменить требования по поводу авторских прав в обмен на большую сумму денег. Однако королева и Елена отказались, утверждая, что авторские права принадлежат королеве, и вести переговоры двор будет только с составителем книги. Обе царственные дамы посчитали претензии издателя «необоснованными, если не сказать неуместными» и отказались общаться с ним напрямую. В конце концов, Бергштрессер приехал в Великобританию в январе 1884 года и согласился принять сто фунтов за первые три тысячи экземпляров, а также сорок фунтов за каждую последующую тысячу проданных копий. Мартин выбрал издательство Джона Мюррея, который после дальнейших переговоров с немецким издателем напечатал первые экземпляры в середине 1884 года. Первое издание распродали почти сразу, но для второго издания Мюррей заменил биографический очерк Зелла 53-страничными мемуарами принцессы Елены. Таким образом удалось избежать проблем с Зеллом, а имя Елены, популярной в народе, привлекло большее число читателей.

## Внешность и характер
На протяжении почти всей жизни внешне Елену описывали как пухлую и потрёпанную женщину, при этом у неё был спокойный деловой характер и авторитарный дух. Однажды во время национальной забастовки в доках архиепископ Кентерберийский сочинил молитву, надеясь на быстрое окончание забастовки. Елена прибыла в церковь, пробежала глазами свой служебный лист и голосом, который её дочь описывала как «проникновенный королевский шепот, который разносился дальше, чем [голос] усиленный любым мегафоном», отметила: «эта молитва не остановит никакую забастовку». Внешности и личность принцессы подвергалась критике в письмах и дневниках её матери, и биографы Елены последовали примеру королевы; однако дочь Елены Мария Луиза описывала её как женщину «очень красивую, с волнистыми каштановыми волосами, с красивым маленьким прямым носом и прекрасными янтарными глазами… Она была очень талантлива: превосходно играла на фортепиано и имела дар к рисованию и акварели… Её выдающимся дарованием была преданность друзьям… Она была очень умна, замечательно возглавляла дела…»
Музыка была одним из пристрастий Елены; в молодости она играла с Чарльзом Халле, а её близкими друзьями были Йенни Линд и Клара Батт. Её решимость выполнять широкий круг общественных обязанностей помогла ей стать популярной. Она дважды представляла свою мать в гостиных, где гости были проинструктированы представить себя Елене, как если бы они были представлены самой королеве.
Елена была близка с братом Альфредом, который считал её своей любимой сестрой. Хотя современники описывали принцессу как ярую приверженку своей матери, она, к примеру, активно выступала за права женщин, чем гнушалась королева. Тем не менее, Елена и её сестра Беатриса были ближе к королеве, нежели другие дети Виктории, а Елена оставалась близка с матерью вплоть до её смерти. Имя Елены стало последним словом, записанным в дневник королевы Виктории.

## Титулование, награды, генеалогия и герб

### Титулы
- 25 мая 1846 — 5 июля 1866: Её Королевское высочество принцесса Елена Августа Виктория[4] Великобританская[81]
- 5 июля 1866 — 17 июля 1917: Её Королевское высочество принцесса Кристиан Шлезвиг-Гольштейнская[81]
- 17 июля 1917 — 9 июня 1923: Её Королевское высочество принцесса Кристиан

### Награды
- 1 января 1878 года Елена вместе с другими членами семьи стала кавалером Ордена Индийской короны[82].
- 29 апреля 1883 года Елена стала членом Королевского Красного креста[7].
- 23 марта 1896 года принцесса стала Дамой Справедливости Ордена Святого Иоанна[83].
- 10 февраля 1904 Елена стала членом второго класса Королевского семейного ордена короля Эдуарда VII.
- 3 июня 1911 принцесса стала членом второго класса Королевского семейного ордена короля Георга V.
- 3 июня 1918 года Елена стала Дамой Большого креста Ордена Британской империи[84].

### Герб

В 1858 году Елене, её старшей сестре Алисе и её младшим сёстрам было дано право пользования британским королевским гербом с добавлением герба Саксонии (щит, девятикратно пересечённый на золото и чернь, поверх всего перевязь в виде рутовой короны), представлявшего отца принцессы — принца Альберта. Щит обременён серебряным титлом с тремя зубцами, что символизировало то, что она является дочерью монарха; на среднем зубце титла — червлёный прямой крест, на крайних зубцах — червлёная роза с серебряной сердцевиной и зелёными листьями для отличия её от других членов королевской семьи.
Щитодержатели обременены титлом (турнирным воротничком), как в щите: на зелёном основании золотой, вооружённый червленью и коронованный золотой короной леопард [восстающий лев настороже] и серебряный, вооружённый золотом единорог, увенчанный наподобие ошейника золотой короной, с прикреплённой к ней цепью.
Дамский (ромбовидный) щит, увенчанный короной, соответствующей достоинству детей монарха, обременён серебряным титлом с тремя зубцами. Щит четверочастный: в первой и четвёртой частях — в червлёном поле три золотых вооружённых лазурью леопарда [идущих льва настороже], один над другим [символ Англии]; во второй части — в золотом поле червлёный, вооружённый лазурью лев, окружённый двойной процветшей и противопроцветшей внутренней каймой [символ Шотландии]; в третьей части — в лазоревом поле золотая с серебряными струнами арфа [символ Ирландии]).
В 1917 году указом короля Георга V Елена среди прочих была лишена прав на собственный герб.

## Потомство
В браке с Кристианом Елена родила шестерых детей, четверо из которых дожили до зрелого возраста. У пары была только одна незаконнорождённая бездетная внучка, со смертью которой в 1953 году пресеклась линия потомков королевы Виктории, шедшая от Елены.
- Кристиан Виктор Альберт Людвиг Эрнст Антон (14 апреля 1867 — 29 октября 1900) — был любимым сыном Елены. Женат не был, детей не имел. Умер от малярии во время Англо-бурской войны[49].
- Альберт Иоганн Карл Фридрих Альфред Георг (26 февраля 1869 — 27 апреля 1931) — титулярный герцог Шлезвиг-Гольштейнский. Женат не был, однако имел незаконнорождённую дочь Валерию Марию.
- Виктория Луиза София Августа Амелия Елена (Елена Виктория) (3 мая 1870 — 13 марта 1948) — замужем не была, детей не имела. Одним из последних публичный появлений принцессы состоялось во время торжеств по случаю бракосочетания принцессы Елизаветы (будущей королевы Елизаветы II) и принца Филиппа.
- Франциска Йозефа Луиза Августа Мария Кристина Елена (Мария Луиза) (12 августа 1872 — 8 декабря 1956) — была замужем за Арибертом Ангальтским, четвёртым сыном герцога Ангальтского Фридриха I и Антуанетты Саксен-Альтенбургской. Бездетный брак был расторгнут в 1900 году[90].
- Фридрих Кристиан Август Леопольд Эдуард Харальд (12—20 мая 1876)[90]
- Мертворождённый сын (7 мая 1877)